# Miramar Entertainment Park
A Miramar Entertainment Park (美麗華百樂園) egy bevásárlóközpont Tajpej Zhongsan kerületében (Tajvan), melynek tetején egy 70 méter magas óriáskerék működik.
Az óriáskereket 2004. november 19-én nyitották meg, mely Tajvan második legmagasabb óriáskereke a 88 méter magas Sky Wheel után, mely a Janfusun Fancyworld vidámparkban található. Az óriáskerék az épület együttes magassága 100 méter. A megnyitás utáni első héten 50 000 látogatót vonzott a látványosság.
Egy másik forrás szerint az óriáskerék 95 méter magas és 70 méter az átmérője. A kerék 17 perc alatt tesz meg egy fordulatot. 48 kapszulája egyenként hat ember befogadására képes.

## További információk

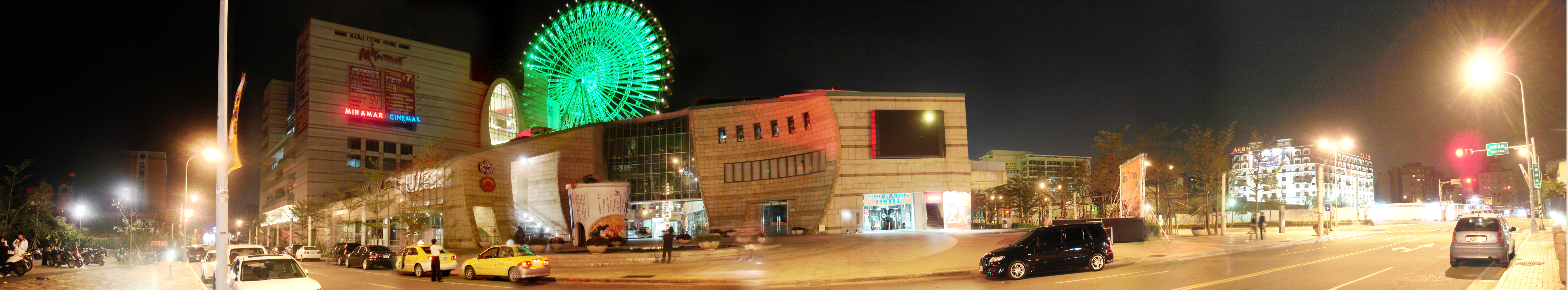
Miramar Entertainment Park